# 魚卵飯

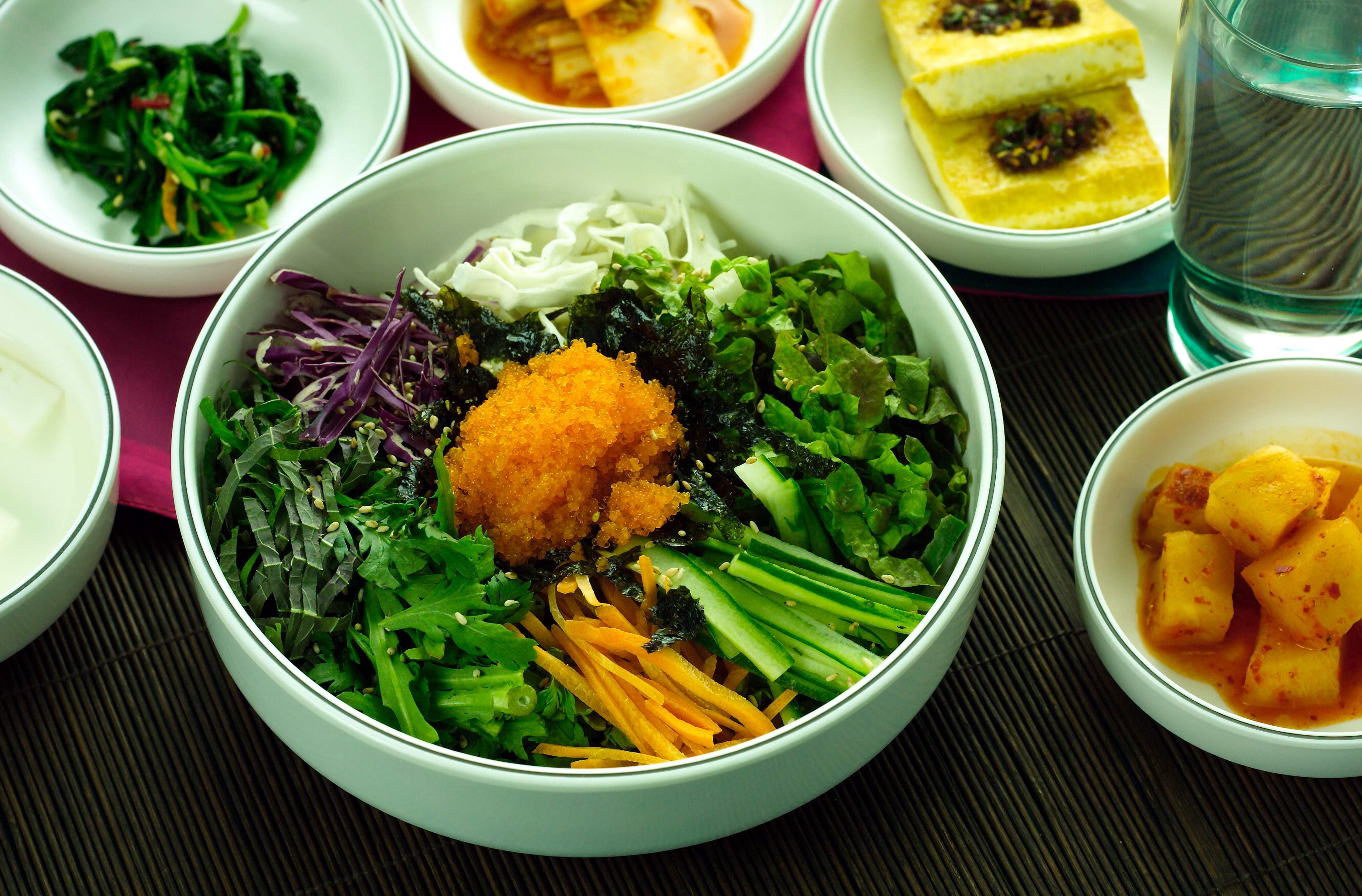
魚卵飯

魚卵飯(韩语： albap)是一種朝鮮拌飯，常見材料包括魚卵、泡菜。

## 圖片

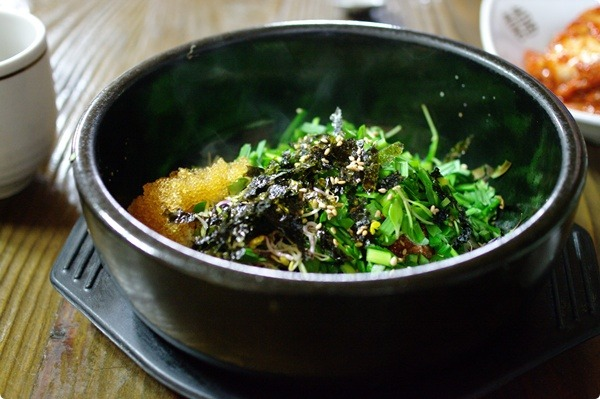
砂鍋裡的魚卵飯
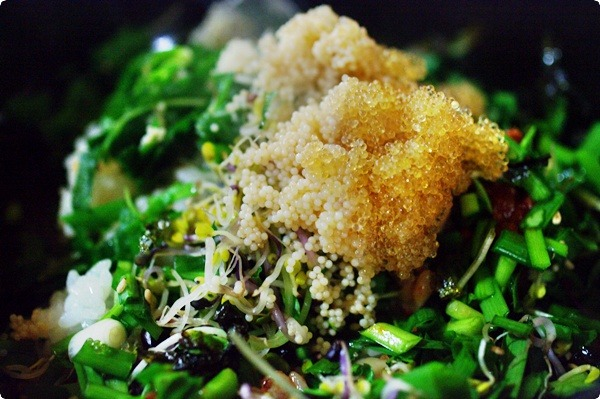
魚卵飯（近景、沒拌的）
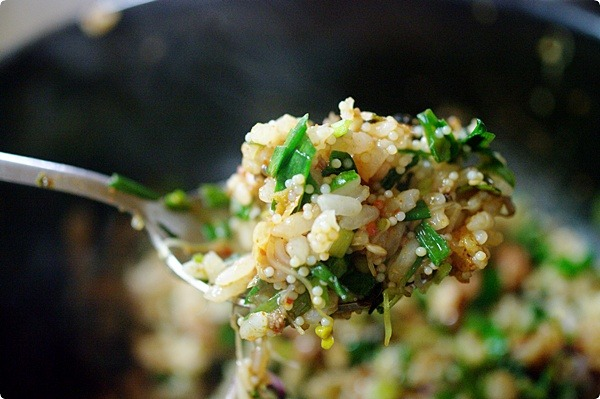
魚卵飯（近景、拌的）